# Yandex
Yandex (oroszul: Яндекс) orosz multinacionális informatikai vállalat, specializációja az internettel kapcsolatos termékek és szolgáltatások. A Yandex működteti Oroszország legnagyobb keresőmotorját, melynek piaci részesedése 65 százalékos. A Comscore.com adatai alapján napi 150 millió kereséssel és 50,5 millió látogatójával a negyedik legnagyobb keresőmotor a világon. A vállalat szintén jelen van Kazahsztánban, Fehéroroszországban és 2017 májusáig Ukrajnában, az összes internetes keresés körülbelül harmadát szolgáltatva.
A Yandex.ru weboldalt a legnépszerűbb weboldalnak választották Oroszországban. Az oldal ezenkívül Kazahsztánból, Fehéroroszországból és Törökországból is elérhető. A Yandex Labs a Yandex tulajdonában álló részleg, San Franciscóban. 2014-ben a vállalat bejelentette, hogy kutatás-fejlesztési irodát nyitnak Berlinben, Németországban.
A Yandex 2012-ben nyitotta meg első – a Független Államok Közösségén kívüli – irodáját Luzernben (Svájc), hogy kiszolgálhassa európai hirdetőit, és a másodikat Sanghajban az orosz piacot elérni kívánó kínai cégeknek.

## Piaci jelenlét
A TNS adatai alapján a Yandex a legfőbb információforrás és az első számú kereső Oroszországban felhasználói elérés alapján. A vállalat fő piaci versenytársai a Google, a Mail.ru és a Rambler. A nem angol nyelvű keresők (hasonlóan a Baiduhoz vagy a Naverhöz) közül az egyik legnagyobb, ezzel erős konkurenciát állítva a Google-nek. A Yandex szerint keresőjük legnagyobb előnye, hogy képes értelmezni az orosz ragozást.